# Turbinaria peltata
Turbinaria peltata е вид корал от семейство Dendrophylliidae. Възникнал е преди около 2,59 млн. години по времето на периода неоген. Видът е уязвим и сериозно застрашен от изчезване.

## Разпространение и местообитание
Разпространен е в Австралия, Американска Самоа, Бахрейн, Британска индоокеанска територия, Вануату, Виетнам, Джибути, Йемен, Индия, Индонезия, Ирак, Иран, Камбоджа, Катар, Кения, Кирибати, Коморски острови, Кувейт, Мавриций, Мадагаскар, Майот, Малайзия, Малдиви, Малки далечни острови на САЩ, Маршалови острови, Мианмар, Микронезия, Мозамбик, Науру, Нова Каледония, Обединени арабски емирства, Оман, Остров Норфолк, Пакистан, Палау, Папуа Нова Гвинея, Провинции в КНР, Реюнион, Самоа, Саудитска Арабия, Сейшели, Сингапур, Соломонови острови, Сомалия, Тайван, Тайланд, Танзания, Токелау, Тонга, Тувалу, Уолис и Футуна, Фиджи, Филипини, Шри Ланка и Япония.
Обитава пясъчните дъна на океани, морета, заливи и рифове. Среща се на дълбочина от 2 до 70 m, при температура на водата от 21,4 до 27,6 °C и соленост 34,7 – 35,6 ‰.